# Il sentiero della violenza
Il sentiero della violenza (Gunman's Walk) è un film del 1958 diretto da Phil Karlson.

## Trama
Larry Hackett è un ricco proprietario di un ranch nei pressi di Jackson City e padre di due figli maschi: il primo, Ed, orgoglioso e insolente ma abile pistolero che caratterialmente è molto simile al padre, e il secondo, Davy, dall'animo gentile ma poco portato per le armi da fuoco. Un giorno i due ragazzi vanno a caccia di una puledra bianca accompagnati da un cowboy Sioux di nome Paul, fratello di Clee, ragazza del quale Davy si innamora. Mentre Ed è sul punto di catturare l'animale, Paul riesce a superarlo ed è quasi sul punto di agguantarla, ma Ed per invidia decide con il proprio cavallo di spingere Paul da un burrone facendolo morire. Orso Grigio e Falco Nero, amici di Paul e testimoni dell'accaduto, riferiscono il tutto allo sceriffo di Jackson City. Ed così viene processato, ma Larry, avendo tanto a cuore la sorte del figlio, riesce a corrompere un falso testimone in cambio di nove cavalli più la puledra catturata. Nel frattempo Davy e Clee si fidanzano contro la volontà del padre e di Ed. Quando quest'ultimo scopre dal fratello Davy che Larry aveva corrotto il testimone in cambio della puledra bianca, decide di uccidere il falso testimone e tutto ciò avviene al di fuori di un saloon e davanti ad un sacco di persone; così viene arrestato dallo sceriffo di Jackson City e portato in prigione. Ed però riesce a scappare uccidendo l'aiutante dello sceriffo e fugge fra le campagne. I cittadini, furibondi per l'accaduto, si armano di fucili e in groppa ai loro cavalli si mettono sulle sue tracce. Larry però decide di raggiungere Ed ancor prima dei cittadini e una volta trovato il ragazzo decide di farlo ragionare. Ed però è troppo immaturo e privo di principi morali e Larry così capisce di non essere stato un buon padre e decide di ucciderlo davanti agli occhi dei cittadini di Jackson City da poco giunti sul posto grazie alle tracce lasciate da Larry. Costui torna in città e con il cuore a pezzi consegna il cadavere di Ed agli uomini della legge. Dopo di che egli raggiunge Davy e Clee che avevano atteso il ritorno di entrambi in città e accetta il loro fidanzamento. Tutti e tre così se ne vanno lasciando Jackson City per vivere insieme al ranch degli Hackett.

## Produzione
Il film, diretto da Phil Karlson su una sceneggiatura di Frank S. Nugent e un soggetto di Ric Hardman, fu prodotto da Fred Kohlmar per la Columbia Pictures e girato a Patagonia (Circle Z Ranch) e in altre località dell'Arizona, dal 10 al 23 dicembre 1957. Il titolo di lavorazione fu The Slicks. Il film doveva originariamente essere diretto da Rudolph Maté

## Distribuzione
Il film fu distribuito con il titolo Gunman's Walk negli Stati Uniti nel luglio del 1958 al cinema dalla Columbia Pictures. Fu uno dei primi film distribuiti in Technicolor Cinemascope.
Altre distribuzioni:
- in Giappone il 15 luglio 1958
- in Germania Ovest il 12 settembre 1958 (Duell im Morgengrauen)
- in Finlandia il 19 settembre 1958 (Tappajan askel)
- in Austria nel dicembre del 1958 (Duell im Morgengrauen)
- in Svezia il 9 gennaio 1959 (Sista duellen)
- in Francia il 6 febbraio 1959 (Le salaire de la violence)
- in Danimarca l'8 febbraio 1960 (Hans sidste duel)
- in Italia (Il sentiero della violenza)
- in Belgio (Het loon van het geweld)
- in Belgio (Le salaire de la violence)
- in Brasile (Sangue de Pistoleiro)
- in Spagna (El salario de la violencia)
- in Grecia (I teleftaia sfaira einai diki mou)
- in Grecia (Ta lytra tis prodosias)
- in Italia (Il sentiero della violenza)
- in Jugoslavia (Koraci revolverasa)

## Promozione
Le tagline sono:
- BLISTERING RAW DRAMA!
- SIX-FEET-TWO OF MAD-DOG KILLER
- Will his own father gun him down on "Gunman's Walk?"
- SUDDEN DEATH ON GUNMAN'S WALK!..as the mad-dog killer of Jackson City takes on a posse led by his own father!
- With the lynch-mob at his heels...will his own father shoot him down?
- Hear Tab's runaway song-hit "I'm a Runaway"